# Метис (ПТРК)
ПТРК «Метис» (Індекс ГРАУ — 9К115/9М115, по класифікації МО США і НАТО: AT-7 Saxhorn) — радянський/російський переносний протитанковий ракетний комплекс 2-го покоління. Був прийнятий на озброєння радянської армії у 1978 році. Комплекс є засобом протитанкової оборони ротної ланки і має напівавтоматичне командне наведення по дротах. ПТРК був створений Тульським КБ Приладобудування. Даний протитанковий комплекс призначений для знищення візуально видимих нерухомих і рухомих цілей, з фланговими швидкостями до 60 км/год., бронетехніки противника і його вогневих точок. Крім цього, «Метис» можна використовувати для стрільби по вертольотах противника на невеликій висоті.

## Модифікації
- AT-7 Saxhorn — прийнято на озброєення в 1978 році.
- AT-13 Saxhorn-2 — 9К115-2 «Метис-М»